# Бага Олексій Митрофанович
Олексі́й Митрофа́нович Бага (12 квітня 1922, Річки, Сумська область — ?) — організатор сільського господарства, кандидат сільськогосподарських наук. Кавалер орденів Знак Пошани, Червоної Зірки, Вітчизняної війни I та II ступенів.

## Життєпис
Олексій Митрофанович Бага народився 12 квітня 1922 року в селі Річки Сумської області.
Закінчив сільськогосподарський технікум, працював агрономом у колгоспі «Красний Кут» (Ямпільський район, Сумська область). Учасник Німецько-радянської війни. Був тяжко поранений.
Після війни працював старшим спеціалістом, начальником відділу Сумського облземвідділу. У 1951—1961 роках — завідувач відділу Сумського облвиконкому. 1957 року закінчив Харківський сільськогосподарський інститут. 1961 року очолив Сумську обласну контору бджільництва.
1964 року закінчив інститут вдосконалення зоотехніків-бджолярів у місті Рибне Рязанської області. 1966 року очолив Українську контору бджільництва Міністерства сільського господарства Української РСР. 1968 року з ініціативи Баги створено Українське республіканське управління бджільництва.
До сфери наукових інтересів Баги входили вивчення, розширення та ефективне використання кормової бази для бджіл. Він організував бджолопідприємства та бджолорозплідники, які стали базовими з організації нового напряму — пакетного бджільництва в Україні.
1992 року Бага створив і очолив «Український благодійний фонд бджільництва імені П. І. Прокоповича».
Олексій Митрофанович Бага є автором 3 книг та понад 50 наукових праць, має 2 винаходи.